# ジョン・アダムズ
ジョン・アダムズ（John Adams、1735年10月30日 - 1826年7月4日）は、アメリカ合衆国の政治家。副大統領（初代、1789年から1797年の2期）、第2代大統領（第2代、1797年-1801年）を務めた。また、アメリカ海軍の創設者である。アメリカ合衆国建国の父の中でも最も影響力があった者の1人とされている。
アダムズはアメリカ革命の初期に著名になった。大陸会議にはマサチューセッツ湾植民地の代表として出席し、1776年に大陸会議がアメリカ独立宣言を採択するときに指導的な役割を果たした。大陸会議からヨーロッパに派遣され、イギリスとのパリ条約締結では交渉の主役となり、またアムステルダムから重要な借款を得る中心人物だった。
アダムズは独立に貢献したことで、ジョージ・ワシントンの下で2期副大統領を務め、また第2代大統領にも選出されることになった。この大統領としての任期の間、自身の連邦党（アレクサンダー・ハミルトンが率いる一派）内部での抗争と、新しく頭角を現したジェファーソン流共和主義者との党派抗争に悩まされることになった。また論争の多かった外国人・治安諸法に署名した。大統領任期中の最大の功績は1798年にフランスとの擬似戦争危機を平和的に解決したことである。
1800年大統領選挙で、トーマス・ジェファーソン（当時の副大統領）に再選を阻まれた後は、マサチューセッツ州に引退した。妻のアビゲイル・アダムズとともにアダムズ政治一家と呼ばれる政治家、外交官および歴史家の家系を作り育てた。アビゲイル・アダムズは夫の大統領任期中にファーストレディの役目を果たした。女性の権利の向上を訴え、奴隷制度には反対するなど当時としては極めて進歩的な考えの持ち主であったことで知られている。夫妻の息子ジョン・クィンシー・アダムズは第6代アメリカ合衆国大統領になった。アダムズの功績は当時他の建国の父ほどは評価されなかったが、現代ではより大きな評価を受けるようになってきた。
2001年10月11日にロナルド・レーガンに抜かれるまでアメリカ歴代大統領の中で最長寿記録を誇っていた（90歳と247日=33119日、2025年2月現在はジミー・カーター、ジョージ・H・W・ブッシュ、ジェラルド・R・フォード、レーガンに次いで5位）。身長は5フィート7インチ（約170cm）だった。

## 生涯

### 生い立ち
アダムズは現在のマサチューセッツ州クインシー（当時はブレイントリーの「北地区」と呼ばれた。生誕地は現在アダムズ国立歴史公園となっている）で1735年10月30日に生まれた。3人兄弟の長男だった。アダムズの父親ジョン（1691年-1761年）は、1638年ごろにイングランドのブレイントリーからマサチューセッツに移住してきたヘンリー・アダムズの五世代目の子孫だった。アダムズはウェールズの「アップ・アダムズ」と呼ばれる男系家族の子孫となる。父は農夫であり、会衆派教会員すなわちピューリタンの司祭、民兵隊では中尉、町では学校や道路を監督した町会議員だった。母親のスザンナ・ボイルストン・アダムズはブルックリンのボイルストン家の出だった。
アダムズは質実な家庭に生まれたが家族の承継資産で生活していく責任を痛切に感じていた。先祖は1630年代にアメリカの荒野にやってきて現在在るアメリカの植民地を造り上げたピューリタンの開拓世代だった。大移住世代のピューリタンは「聖書の中で生活していると信じた。ステュアート朝のイングランドはエジプトであり、彼等はイスラエルに逃れてきた者であり、神を敬うために避難所である丘の上の都市を造るためにきた」と考えた。アダムズが生まれた1735年までに、ピューリタンの予定説としての信条はもはや広く受け容れられなくなっており、その厳格な慣習の多くは時の経過と共に瓦解してきていたが、アダムズは「ピューリタンを自由の享受者、依然として神聖な緊急性を持っている側の者と考えた。」それがアダムズの信じる価値体系であり、それで生活していきたいと願う英雄的モデルだった。
アダムズは1751年にハーバード大学に入学した。アダムズの父は牧師になってくれることを期待していたが、アダムズはそれを疑問に感じた。1755年に大学を卒業し、ウースターで数年間教師の職を務めながら、その後の職業選択について考える時間を持った。何度も熟考を重ねた後に弁護士になることを決断し、ウースターで著名な弁護士であるジェイムズ・パットナムの法律事務所で法律を学んだ。1758年に法廷弁護士として認められた。アダムズは幼少時から出来事の感想や人の印象を書き留める習慣を持っており、それはアダムズの日記の中に散見できる。そのやり方を弁護士としてうまく利用し、観察した多くの事件について書き留めていたので、それらを研究し熟考することができた。彼の書き留めたレポートの中で最も初期のものは、マサチューセッツ最高裁判所におけるジェイムズ・オーティスの援助令状の合法性に関する申し立てのものである。1761年に起きたこの出来事は、アダムズにアメリカの植民地に対する熱意を引き起こさせた。アダムズは年老いた後、この出来事を詳細に書き上げようと試みた。
29歳の誕生日の5日前にあたる1764年10月25日、マサチューセッツのウェーマスで、アダムズは3世代前からの従姉妹にあたり、会衆派教会牧師ウィリアム・スミス師の娘のアビゲイル・スミス（1744年-1818年）と結婚した。アダムズ夫妻の子供としては、アビゲイル・アダムズ・スミス（1765年-1813年）、後の大統領ジョン・クィンシー・アダムズ（1767年-1848年）、スザンナ（1768年-1770年）、チャールズ・アダムズ（1770年-1800年）、トマス・ボイルストン・アダムズ（1772年-1832年）、および死産だったエリザベス（1777年）がいた。
ジョン・アダムズは彼の又従兄弟サミュエル・アダムズのようなリーダーシップを備えてはいなかった。彼が出来事に影響を与えたのは本質的な弁護士としてであり、歴史上の先例の詳しい分析家としてであり、さらには共和制主義の原理について深い法的知識と傾倒があったことだった。アダムズは生まれついての喧嘩っ早さがその政歴で制約になると思うことが多かった。彼は弁護士業に全身全霊を傾け、猛烈で果敢に従事した。しかし彼の虚栄心とプライド、闘争心は政治経歴における重大なハンディキャップとなった。これらの特質は後の期間、例えば大統領任期中に特に明示された。

### 独立までの経歴

#### 1765年印紙法への反対
イギリスの議会がイギリス軍の戦争で負った負債とアメリカ植民地に軍隊を駐屯させておく費用とを賄わせるために、1765年印紙法を植民地に押しつけた時、アダムズはその反対者として初めて著名な者になった。アダムズが後に述べているところでは、ボストンの牧師ジョナサン・メイヒューがローマ人への手紙第13を解釈して暴動の原理を説明している説教を何度も出版されたもので、民衆の抵抗に火が付けられた。
1765年、アダムズはブレイントリーの住人からマサチューセッツ議会に送った代議員に宛てて送られた指示書を起稿した。この指示書は他の町がその代議員に送った指示書のモデルにされた。同年8月、アダムズは「ボストン・ガゼット」紙に4つの著名な記事を匿名で寄稿した（1768年に「ロンドン・クロニクル」紙で「アメリカの真の感情」として再掲載され、「法令と封建法に関する論文」とも呼ばれる）。この中でアダムズの先祖であるピューリタンがニューイングランドにもたらしたプロテスタントの概念と印紙法に対する抵抗の裏にある概念との間には繋がりがあることを示唆した。印紙法に対する植民地の反対は、印紙法があらゆるイギリス人に保証されており、あらゆる自由人が受けるに値する2つの基本権利をアメリカの植民地人から奪うことになるからであると説明した。すなわち同意によって課税される権利と、対等な陪審員によって裁判を受ける権利である。
「ブレイントリー指示書」は植民地の権利と自由の簡潔で率直な弁護であり、論文は政治教育における随筆だった。
1765年12月、アダムズは知事や議員の前で演説を行い、マサチューセッツはイギリスの議会に代表を送っていないので、印紙法に同意していないという根拠で同法を無効と宣言した。

#### ボストン虐殺事件
1770年、ボストンの町で起こった対立がイギリス軍兵士による市民5人の殺害という結果に至り、ボストン虐殺事件と呼ばれるようになった。この事件に関与した兵士達は逮捕され刑事告発をうけたが、法廷弁護士をなかなか見付けられなかった。最終的に兵士達はアダムズに弁護を頼んだ。アダムズは自分の評判が傷つけられることを恐れたが弁護を引き受けた。兵士達のうち6人は無罪とされた。2人の兵士が民衆に直接発砲しており、殺人罪で起訴されたが、過失致死傷罪で有罪とされただけだった。
歴史家のチナードに拠れば、兵士の1人トマス・プレストン大尉が弁護料として「象徴的な1ギニー」を払い、この事件でアダムズが得た唯一の報酬になったと主張した。しかしデビッド・マッカルーはそのアダムズに関する伝記で、18ギニーの弁護料以外受け取っていないと述べている。アダムズ自身の日記でも、プレストンが頭金10ギニーを払い、後に8ギニーを払ったのが「私が14日ないし15日の労働に対して受け取った金銭の全てであり、私が弁護した中でも最も消耗し骨の折れる仕事だった」と書いている。
アダムズの心配にも拘わらず、この裁判の準備を行っていた1770年6月にはマサチューセッツ議会（植民地議会）の議員に選出された。

#### イギリスの議会の権限に関する議論
1772年マサチューセッツ湾植民地総督のトマス・ハッチンソンは、自身と判事達は今後イギリス王室が関税収入からその給与を払うことにするので、マサチューセッツ議会から給与を払われる必要は無いと宣言した。ボストンの急進派がこれに抗議し、アダムズにはその抗議を説明してくれるよう求めた。アダムズは「マサチューセッツ議会からハッチンソン総督に宛てる2つの回答」の中で、植民地人はイギリスの議会の主権下にあったことは無いと主張した。植民地の当初の認可は国王その人のものであり、植民地人の忠誠は国王に対してのみである。議会の主権と植民地の全的独立との間に然るべき線が引かれなければ、植民地は独立を選ぶ以外の選択肢が無くなると、続けた。
アダムズは「ニューイングランド：すなわちアメリカとの論争の歴史、当初の1754年から現在まで」の中で、ハッチンソンが植民地に対してイギリスの議会の絶対的権限を主張したことを弁護するダニエル・レナードの数編の随筆を攻撃した。この「ニューイングランド」の中で、アダムズはレナードの随筆を1点1点反論し、イギリス帝国政策に対する植民地人による最も広範で造詣の深い主張の一つを与えることになった。
成文となっていないイギリス憲法についてその起源、性格および法的権限を説明するのがアダムズの行った体系的試みだった。アダムズはイギリスと植民地の法制史に関する幅広い知識を活かし、植民地議会がその内部事情については全権限を持ち、植民地は国王を通じてのみイギリスと繋がっていることを示した。

### 大陸会議
マサチューセッツ湾植民地は1774年の第一次大陸会議および1775年から1777年の第二次大陸会議にアダムズを代議員として送った。1775年6月、植民地の統合を促進するという見解によって、バージニア植民地出身のジョージ・ワシントンをボストン周辺に集結していた軍隊の司令長官に指名した。大陸会議におけるアダムズの影響力は大きく、ほぼその開始当初からイギリスとの恒久的な分離を求めた。

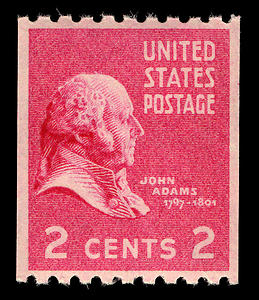
アメリカの2セント切手大統領シリーズに使われたジョン・アダムズの肖像

1776年5月15日、大陸会議は13ヶ月前のレキシントン・コンコードの戦いで始まった敵対関係が激しくなったことに対応し、植民地はそれぞれの憲法を確立し、独立した州の前身になることを奨励した。独立した憲法を起草する決議は、アダムズが言っているように「独立そのもの」だった。
その後の10年間、あらゆる邦から集まったアメリカ人が新しい統治のための文書を考案した。憲法を書くことが急進的であると同様に（以前に行われた会議では、政府の組織形態は法制化する必要が無く、単一文書に書かれた構成法である必要も無いとされていた）、1776年夏が明けたときのアメリカ政治思想の性格は同じくらい急進的だった。

#### 『政府に関する考え方 』
各邦の何人かの代表が新しい政府を形作ることについてアダムズに助言を求めた。アダムズは同じ事を繰り返すのに飽きて、1776年に小冊子『政府に関する考え方』を出版し、これがその後多くの邦憲法を起草する際に影響を与えた。多くの歴史家は『政府に関する考え方』を混合政府の古典的共和制理論を明確化したものとして読むべきと主張している。アダムズはあらゆる政治社会に社会的階級が存在すること、および良い政府はその現実を受け容れなければならないと主張した。アリストテレスに遡る長い間、混合された体制が君主制、貴族制および民主制をバランスさせ、すなわち君主、貴族と人民が秩序と自由を保つよう求められると主張した。
アメリカ合衆国における共和主義を道具に使った愛国者達は、イギリスによるアメリカの自由に対する攻撃で罪があるのは、イギリスの議会とアメリカに駐屯している邪悪で無法な貴族達だと信じた。アダムズは他の者達とは異なり、共和制の定義はそれが意味するものよりもむしろその目的に関わると考えた。『政府に関する考え方』の中で、「共和制以外良い政府は無い。イギリスの憲法の唯一価値があるところはそれであり、共和制の定義そのものが『法律の帝国であり、人の帝国ではないこと』だからである」と記した。『政府に関する考え方』は両院制を擁護し、「単一議会は個人の悪徳、愚かさおよび脆さを集めたものになりやすい」からだとした。また行政府は司法府と同様に独立であるべきと提案した。『政府に関する考え方』は影響力が大きく、あらゆる邦の憲法を起草する場で権威あるものとして引用された。

ジョン・トランブルの『独立宣言』では、大陸会議に独立宣言草案を提出する5人委員会が描かれている。アダムズは中央に立ち、手を腰に当てている。

#### アメリカ独立宣言
1776年6月7日、リチャード・ヘンリー・リーが提案し「これら植民地は自由で独立した国であり、そうなるべき権利がある」とした独立決議案をアダムズは支持し、7月2日に大陸会議によって採択されるまで推進した。
アダムズはトーマス・ジェファーソン、ベンジャミン・フランクリン、ロバート・リビングストンおよびロジャー・シャーマンと共に五人委員会に指名され、アメリカ独立宣言を起草した。この宣言は主にジェファーソンによって書かれたものではあるが、その採択に関する議論ではアダムズが前面に立った。長い年月の後にジェファーソンはアダムズのことを「会議場における（独立宣言）支持者の柱であり、その最も有能な提案者かつそれが遭遇した多種多様の攻撃に対する守護者だった」と称賛した。
1776年8月27日のロングアイランドの戦いで大陸軍が敗北した後、イギリス軍の司令官ウィリアム・ハウ将軍は第二次大陸会議に休戦を協議するための代表を派遣するよう要請した。このときの代表団にはアダムズとベンジャミン・フランクリンが含まれ、9月11日にニューヨーク港のスタテン島でハウと会ったが、そこでハウは他の条件を議論する前に独立宣言を撤回するよう要求した。代表団はこれを拒否し、敵対関係が続いた。1777年、アダムズは戦争および軍需品理事会など他の多くの重要な委員会の長として務めるために、マサチューセッツ邦最高裁判所の判事職を辞任した。

### ヨーロッパで
大陸会議は新生間もない連邦の代表としてまず1777年、さらに1779年の2度アダムズをヨーロッパに派遣した。どちらの場合もアダムズは長男のジョン・クィンシー（1回目の航海では10歳だった）を伴った。1778年2月15日には大陸海軍のフリゲート艦USSボストンでフランスに向かった。何度かイギリスの艦船に追跡されたこともあったが、航海中に実際に戦闘になったのはイギリスの私掠船を無血で捕獲した時だけだった。アダムズは当時の外交用国際言語だったフランス語を話せなかったので、ある意味で似つかわしくない人選だった。
最初のヨーロッパ滞在は1778年4月1日から1779年6月17日までであり、ほとんど為す術もなく、1779年8月初旬には故郷のブレイントリーに戻った。
同年9月1日から10月30日の間は、サミュエル・アダムズやジェイムズ・ボードウィンと共にマサチューセッツ憲法を起草した。この9月にはフランスに戻るよう人選されており、マサチューセッツ憲法制定会議で結論が出た後の11月15日にフランス海軍のフリゲート艦センシブルでフランスに向かった。
この2回目の赴任でアダムズはイギリスとの友好通商を交渉する任務のある特命全権公使に指名された。しかし、フランス政府はアダムズの指名を承認せず、その結果フランス外務大臣ヴェルジェンヌ伯の強要により、ベンジャミン・フランクリン、トーマス・ジェファーソン、ジョン・ジェイおよびヘンリー・ローレンスがアダムズと協力するよう指名された。ただし、ジェファーソンはヨーロッパに行かず、ローレンスはオランダ駐在とされた。その結果、ジェイ、アダムズおよびフランクリンが交渉の任にあたった。ジェイとアダムズは、フランクリンの発言を封じ、ヴェルジェンヌ伯を信用しなかったので、フランスとは相談しないことにした。その代わりにイギリスの代理人と直接交渉した。
アダムズはこの交渉を通じて特にアメリカの大西洋岸の漁業権を認めさせる決断をしていた。アメリカ代表団は有利な条約交渉を進めることができ、スペインに委譲される東フロリダと西フロリダを除いて、ミシシッピ川以東の全ての土地を確保することができた。この条約は1782年11月30日に調印された。
これらの交渉が始まった後で、アダムズは当時の世界でも数少ない共和国の一つだったオランダ大使として幾らかの時間を費やした（他の共和国としてはヴェネツィア共和国とスイス連邦があった）。1780年7月、以前にローレンスに割り当てられていた任務を遂行するよう実権が与えられた。オランダのパトリオット指導者であるジョーン・ヴァン・デア・カペレン・トート・デン・ポルの援助もあって、1782年4月19日にはハーグでアメリカ合衆国を独立した政府としてオランダに認めさせることに成功した。このオランダ滞在の間に、ニコラース・ヴァン・スタップホルストやヴィルヘルム・ヴィリンクが手当てした500万ギルダー借款の交渉もした。1782年10月、アダムズはオランダと友好通商条約の交渉を行い、1778年のフランスとの条約に続いてアメリカ合衆国と外国との間に結ばれた2番目の条約となった。アダムズがオランダ滞在中に購入した家屋は、世界中の外国の地にある最初のアメリカ合衆国が所有する大使館となった。1783年の2ヶ月間、アダムズはロンドンの急進派出版者ジョン・ストックデールのところに寄宿居した。
1784年と1785年、アダムズはアメリカ合衆国とプロイセンとの間のその後の貿易関係を構築した者の一人となった。ハーグにいたプロイセンの大使フリードリヒ・ヴィルヘルム・フォン・ツレマイアーが関与し、またパリにいたジェファーソンとフランクリンも関わった。
1785年、アダムズは聖ジェームズ宮廷駐在初代アメリカ公使（在イギリス大使）に指名された。その昔の主権国にいる間に、イギリス国王ジョージ3世はアダムズがフランス政府に信用されていないことに気付いていると報せてきた。アダムズはこれを認め「私は自分の国以外に何の愛着も持っていないことを陛下に明言するしかない」と答えた。
イギリス女王エリザベス2世は1976年7月7日にホワイトハウスでこのエピソードに触れ、次のように語った。
ジョンとアビゲイルのアダムズ夫妻がロンドンに居る間に、イギリス宮廷の凝視と敵意に悩まされ、ニューイントン・グリーン・ユニタリアン教会の牧師で革命議論の扇動者でもあったリチャード・プライスの助けを求めることで、できる限りの逃亡を選んだ。夫妻共にプライスを大変崇拝し、アビゲイルはプライスやその弟子で『女性の権利の擁護』の著者であるメアリ・ウルストンクラフトの教えを深く心に刻んだ。
アダムズがロンドンで滞在したのはグロブナー・スクェアに近い家屋であり、現在でも残っていて、記念する銘板が置かれている。アダムズは1788年にアメリカ合衆国に戻り、国内の政界に復帰した。

### 憲法の概念
1780年に批准され、その大半はアダムズが起草したマサチューセッツ憲法は、アダムズの政治と社会に関する見解と密接に結びついて政府を構築していた。この憲法は特別の委員会で起草され、人民によって批准されたことでは最初の憲法だった。また両院制の議会、明白で他とは異なる行政府（拒否権が行使できるが、行政委員会によって拘束される）および独立した司法府があることでも最初のものだった。
アダムズはロンドンに居た1787年に『アメリカ諸邦憲法擁護論』と題する著作を出版した。この中でテュルゴーなどヨーロッパの著作家が国家政府の枠組みに関する悪意について書いていることを批判した。テュルゴーは貴族制を欠く国は両院制議会を持つ必要が無いと主張していた。共和制政府は「あらゆる権限を一極に、国の中心に」集めるものと考えた。アダムズはその著書で「裕福で、生まれが良く、有能な者であれば、上院で他の者とは別に置かれるべきであり、それで他の者が下院を支配することを妨げる」と提案した。歴史家のウッドは、合衆国憲法が批准される時までにアダムズは知性上不適切になっていたと主張した。この時までにアメリカの政治思想は、10年以上にわたる活発で探求的な議論と経験に基づく圧力を形成することで変化し、政府を社会的財産の鏡として理解する古典的政治概念を棄てていた。アメリカの新しい人民主権の考え方は人民全体を領域内における権力の唯一の所有者として見ていた。政府のあらゆる役人は人民の権力のほんの一部を限られた時間のみで享受する。アダムズはこの概念を見失っており、古い政治観に固執し続けていることを示している。しかしウッドはアダムズによる「共和国」の特別な定義と人民によって批准された憲法への支持を見落としている。また抑制と均衡についてのアダムズの信念も過小評価している。アダムズは「権力は権力に対抗し利益は利益に対抗しなければならない」と記しており、この考え方は後にジェームズ・マディソンの有名な『ザ・フェデラリスト』第51編で、新憲法下で連邦政府各府の権力を説明する際に、「大望は大望に対抗させるようにしなければならない」という文章で再現された。アダムズはその知的活動域の中で「抑制と均衡」という概念を他の誰よりも持っていた。

#### 奴隷制について
アメリカ独立宣言は、後に第3代大統領になるトーマス・ジェファーソンが原文を起草し、当初の原文には奴隷制反対の立場を明らかにする文言が盛り込まれていた。この扱いを巡り、建国の父の間で激しい議論がおきたが、その時に事態の収拾に動いたのがアダムズである。アダムズは「建国の父」達に多かった奴隷制大農園主ではなかったが、13植民地の分裂を防ぐため、独立宣言の文章から奴隷制解放の部分の削除を行った。アダムズは奴隷を購入したことが無いし、奴隷労働者を雇うことを原則的に拒否した。妻のアビゲイルは奴隷制に反対し、彼女の父が持っていた家内奴隷2人よりも解放された黒人を採用した。アダムズはマサチューセッツで奴隷を解放する法案、独立戦争で黒人兵士を使うことに反対し、その問題を国内政治の場から遠ざけておくようにした。

### 副大統領
1789年の大統領選挙で、ワシントンが一般選挙では何の異論もなく、選挙人選挙でも69票を獲得したとき、アダムズは選挙人選挙で34票を得て2位になり、副大統領になった。アダムズは上院を采配したが、1790年代初期の政界ではあまり重要な役割を果たせなかった。1792年の大統領選挙でも再選された。ワシントンはアダムズが副大統領として任期にある間に政治や法律の問題でアダムズに意見を求めることは滅多に無かった。
ワシントン政権の1年目、アダムズは大統領の公式称号に関して1ヶ月に及ぶ上院での議論に深く巻き込まれた。最終的に決まった単純な「アメリカ合衆国大統領」よりも「大統領閣下」(His Majesty the President)あるいは「殿下」(His High Mightiness)という仰々しい肩書きの方を好んだ。アダムズの姿勢の尊大さは、彼が太り気味だったこととともに、「肥満様」(His Rotundity)という渾名まで頂戴した。
アダムズは上院議長として、29回の決着票（賛否同数の場合に議長が投ずる票）を投じた。これはこれまでの最多であり、2位にくるのはジョン・カルフーンが28回だった。アダムズの決着票は被指名人の排除に関する大統領だけの権限を守り、また首都建設地の選定に影響を与えた。少なくとも1回は彼の反対した法案に反対票を投じるよう上院議員達を説得し、またしばしば上院で手続や政策に関して演説した。上院におけるアダムズの政治見解とその役割のためにジョージ・ワシントン政権の批評家にとってはアダムズが当然の標的になった。最初の任期の終わりごろには、手続や政策を除いてアダムズを黙らせるような脅迫的決議案があった結果として、より自制するようになった。2つの政党が作られたときは連邦党に参加したが、その勢力ある指導者であるアレクサンダー・ハミルトンとうまくいっていた訳ではなかった。アダムズが年長であり、北部出身の大統領が望まれていたので、1796年の大統領選挙ではアダムズが連邦党の候補者に選ばれ、対抗する民主共和党の指導者であるトーマス・ジェファーソンと戦った。アダムズの成功は当時の平和と繁栄のお陰だった。ワシントンとハミルトンは1795年のジェイ条約でイギリスとの戦争を回避していた。
アダムズの副大統領としての2期間は、彼のような活発で、知的で自惚れのある者には鬱憤の積もるものだった。妻のアビゲイルには「この国は人がこれまでに創り出したものあるいはその想像力で認識できたものの中でも最も取るに足りない役職を私に押しつけるという知恵を働かせた。」と嘆いた。

### 1796年の大統領選挙
1796年の大統領選挙は第一政党制の下で初めて争われたものとなった。アダムズは連邦党の候補者となり、サウスカロライナ州知事のトマス・ピンクニーも連邦党として立った（当時、副大統領は投票で2位になった者が選ばれたので、現代の意味での副大統領候補というものはいなかった）。連邦党はジェファーソンに行く票を潰す大統領候補としてアダムズを望んだ。連邦党員の大半はハミルトンの方を候補者にしたかった。ハミルトンとその追随者達はアダムズを支持したが、蟠りもあった。彼等はアダムズを二つの悪のうちでましなほうと考えた。しかし、ワシントンを成功に導いた真面目さや人気が無いと考えており、アダムズが余りに自惚れが強く、意固地で、気まぐれでかつ頑固で彼等の指示に従わないような事態を恐れた。
アダムズの対抗馬は、バージニア州出身で前国務長官のトーマス・ジェファーソンであり、ニューヨーク州出身の上院議員アーロン・バーと共に民主共和党の候補者となった。
アダムズは従来の慣習を踏襲して選挙戦の間もマサチューセッツ州クィンシーの自宅に留まった。愚かで危険なゲームと呼ぶものからは離れていたいと考えた。しかし、連邦党はアダムズのために選挙運動を行い民主共和党はジェファーソンのための選挙戦を行った。
アダムズはニューイングランドの票を支配すると予測され、一方ジェファーソンは南部州で勝利すると見られていた。結果を見ると選挙人選挙ではアダムズは71票を獲得し、68票を得たジェファーソンを僅差で破った。ジェファーソンは副大統領になった。

### 大統領職
大統領としてのアダムズはワシントンの路線を踏襲し、大統領職を共和制の価値観の例とし、また市民道徳を強調したので、如何なるスキャンダルにも巻き込まれなかった。歴史家の中には、アダムズが自分の息のかかった人物を登用する代わりに、ハミルトンが統制する以前の閣僚をそのまま使ったのが最大の誤りと考える者がおり、「権力に関する策謀に不慣れだった」故に、アダムズ自身が認めているようにまずい政治家だったということを肯定している。しかし、アダムズがワシントンの閣僚を使い続けたことは秩序ある政権移譲についての心配を緩和するために政治家らしい手段だったと考える歴史家もいる。アダムズ自身が説明しているように、「私は当時閣僚の誰についても特別な異議が無かった」からだった。アダムズはその任期の大半をマサチューセッツ州の自宅で過ごし、二大政党の代行者が無視することの無かった利益供与や対話の詳細を無視していた。
アダムズの闘争的精神は大統領としての作法に常に役だった訳ではなく、老年になってアダムズ自身が認めているように、「（大統領としての）私は黙って苦しむのを拒んだ。ため息をつき、啜り泣き、また呻き声を上げ、時には金切り声を上げて叫んだ。また私は時として悪態を付いたという恥と後悔も告白しなければならない。」
アダムズはワシントンの閣僚を引き継いだだけでなく、ワシントン政権の主要な計画も継承した。アダムズが新しく大きな提案をすることは無かった。その経済政策はハミルトンのものの継承であり、ハミルトンは常に主要な閣僚、特に権勢ある財務長官のオリヴァー・ウォルコット・ジュニアと相談していた。

#### 外交政策
アダムズの任期は外交政策とフランスとの限定された海洋戦争に関する激しい議論に特徴がある。イギリスとフランスはナポレオン戦争による戦闘状態だった。ハミルトンと連邦党はイギリスの肩を持ち、ジェファーソンと民主共和党はフランスの肩を持っていた。
アダムズが就任したとき、ワシントンの政策であるフランスとイギリスの戦争からは局外にあることを踏襲する必要性を認識した。事実、1795年のジェイ条約に関する激しい抗争は国を挙げての恒久的な党派抗争となり、第一次政党システムが始まって、大半の選挙はこれが焦点に争われた。
フランスはアメリカをイギリスの若いパートナーだと見て、イギリスと交易するアメリカの商船を捕まえ始め、世に言う「擬似戦争」となった。どちらの国も公式に宣戦布告した訳ではなかったが、危険性は高く、連邦党は戦争に備えて国の再軍備を進め、恐らくは反戦論の民主共和党を抑えるためにも行動した。
如何なる議論も始められていない前にフランスが莫大な賄賂を要求したXYZ事件の屈辱によって、フランスとの全面戦争に移る脅威が増し、フランスには友好的だったジェファーソン支持者達を当惑させた。擬似戦争と呼ばれるアメリカとフランスの宣戦布告無き海洋戦争が1798年に勃発し、格段に勢力があり強力なフランス軍による侵略の可能性が生じた。連邦党は軍隊を構築して、ワシントンをその長に戻し、ハミルトンを軍隊の指導者とした。アダムズは海軍を再構築し、USSコンスティチューションなど6隻の快速かつ強力なフリゲート艦を建造させた。これらの費用を賄うために議会は増税もした。

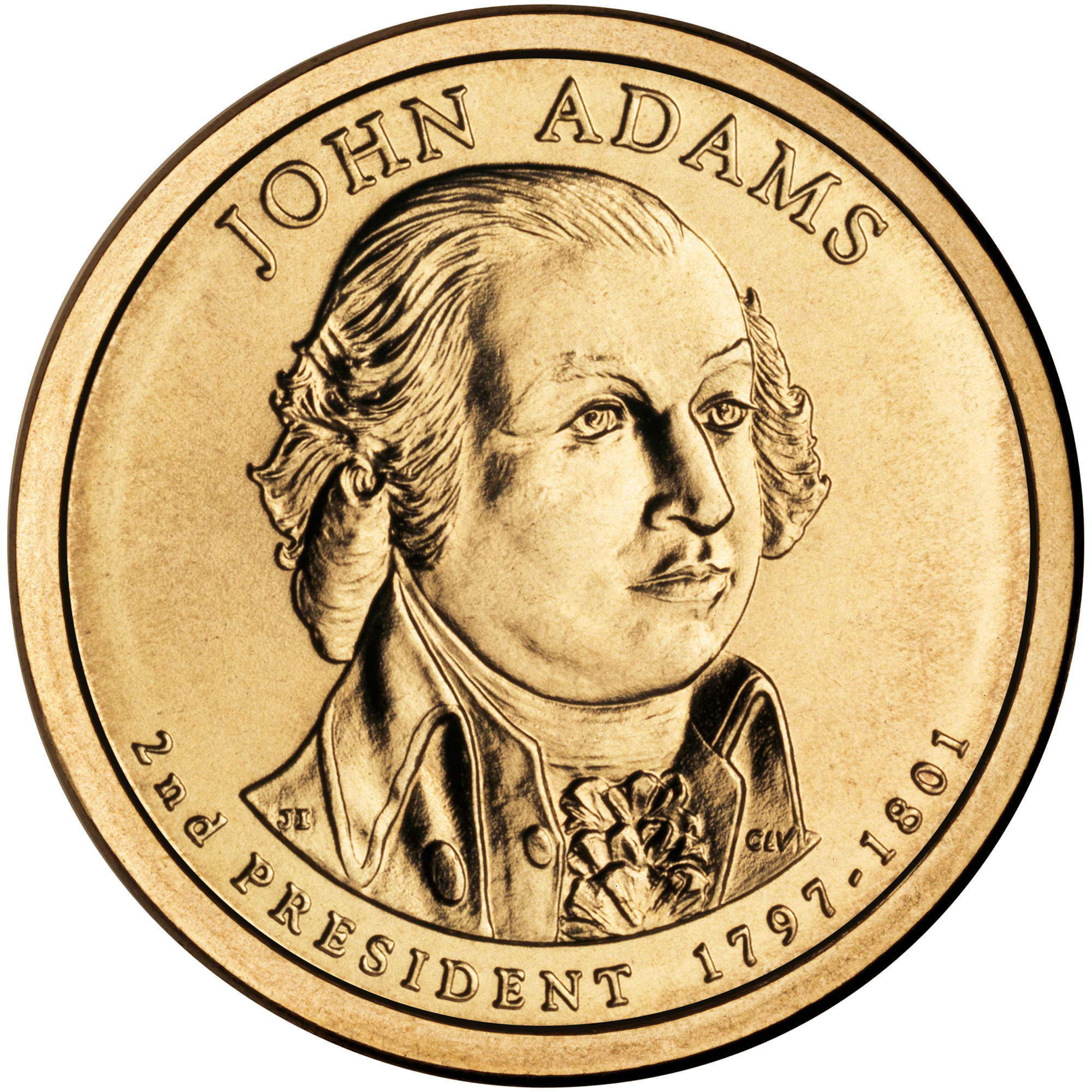
大統領1ドル硬貨のうちジョン・アダムズのもの

#### 外国人・治安諸法
議会における連邦党は外国人・治安諸法で政敵を破り、これにはアダムズが1799年に署名した。
これらの法は以下の4つの異なる法で構成されている。
- 帰化法、1798年6月18日成立
- 外国人法、同年6月24日成立
- 敵対的外国人法、同年7月6日成立
- 治安法、同年7月14日成立

これら4つの法は民主共和党の反対を抑圧するために成立した。帰化法は外国で生まれた者をアメリカ人として帰化させるための年限を14年間に変更した。移民の大半は民主共和党に投票していたので、この法の成立は民主共和党に投票する者の比率を減らせると考えた。外国人法と敵対的外国人法は、この国にとって危険であると大統領が考える外国人を国外退去させる権限を大統領に与えた。
治安法は政府あるいはその役人に対して「偽りで、抽象的でかつ悪意有る書物」を出版することを犯罪とした。刑罰には2年ないし5年間の収監と2,000ドルなし5,000ドルの科料があった。アダムズはこれらの法を考案したり促進したりしたのではなかったが、それらに署名して成案させた。
これらの法、および連邦党員によって多くの新聞編集者や連邦議会議員1人に対する注目を浴びる告発があったことで、多くの議論を呼んだ。歴史家の中にはこの外国人・治安諸法が滅多に執行されることは無かったと指摘する者がいる。この諸法の下でわずか10人が有罪とされ、アダムズが国外退去命令書に署名することは無かった。外国人・治安諸法に関する騒動は民主共和党によって掻き立てられたものだった。しかし、他の歴史家はこの諸法がその発端から高度に議論を呼ぶものであり、多くの外国人をして自発的に退去させ、連邦議会の議場であっても連邦党に対抗することが告発に繋がりうるという雰囲気を醸成たことを強調している。1800年の大統領選挙は、辛辣で一色触発の争いになり、両党共にお互いの党とその政策に関する恐怖を過大に表現した。

#### 軍隊
軍隊の問題に関しては連邦党の中に深い亀裂が生まれた。アダムズはワシントンを新しい軍隊の指揮官に指名するしかなく、ワシントンはハミルトンをその副司令官にすることを要求した。アダムズはこれを渋々承認した。少将であるハミルトンが実質的に陸軍省を統制した。アダムズとハイ・フェデラリスト（アダムズの敵対者がこう呼ばれた）との間の亀裂が広くなった。ハイ・フェデラリストは1798年の重要法案についてアダムズに相談するのを拒んだ。彼等はアダムズの要求する防衛手段を変更し、ハミルトンが軍隊を統制することを要求し、さらにアーロン・バーのような民主共和党の重要人物に軍隊の上級職を与える必要性を否定した（アダムズは民主共和党からの支持を得るためにそれを望んだ）。ハイ・フェデラリストは大規模な常備軍を作ることで大衆に警告を与え、民主共和党の思うつぼに嵌った。彼等はアダムズとその大きな個人的追随者と疎遠にもなった。連邦党を自分達の道具とする近視眼的見方をし、国全体を纏めてフランスとの戦争に直面する必要性を無視した。
アダムズは長期間マサチューセッツ州の自宅に引き籠もった。1799年2月、アダムズは外交官のウィリアム・ヴァンス・マレーを平和使節としてフランスに派遣することで国内を驚かせた。ナポレオン・ボナパルトはアメリカ合衆国の敵意が何の利益にも繋がらないことを認識し、友好的な関係を作る用意があることを伝えてきた。ワシントンがその惜別の言葉で忠告していたように、1778年の同盟条約は破棄され、アメリカ合衆国は外国との関わりで自由な立場だった。アダムズは戦争を回避したが、その過程で自分の党を分裂させた。ジョン・マーシャルを国務長官に起用し、緊急動員した軍隊を解散させた。

#### フリースの反乱
新しい軍隊の費用を賄うために連邦議会は新しい資産税である1798年の直接税を課した。これはそのような連邦税としては最初で最後のものだった。納税者は怒り、ペンシルベニア州南東部のドイツ語を話す農夫達の間ではこれがその共和制の自由と教会に対する脅威と見て抗議し、無血ではあるがフリースの反乱が最大の抵抗となった。

#### 1800年の大統領選挙
1799年にワシントンが死ぬと、連邦党はその象徴であり団結させていた人物を失ったことで力が弱まった。1800年アメリカ合衆国大統領選挙では、アダムズとその仲間の連邦党候補者であるチャールズ・コーツワース・ピンクニーが、ジェファーソンとバーという民主共和党の組合せと対抗した。ハミルトンはピンクニーが大統領になるチャンスを後押しすることを期待して、アダムズの選挙運動は邪魔する方に熱心だった。結局、アダムズは選挙人選挙で65票対73票でジェファーソンに敗れた。ニューヨーク州が結果を決定づける投票となった。
アダムズは民主共和党のよりましな組織と連邦党の分裂のために敗れた。さらに外国人・治安諸法を大衆が認めなかったこと、対抗馬であるジェファーソンの人気、およびアーロン・バーがニューヨーク州で効果的な政治操作工作を行ったことも結果を左右した。ニューヨーク州議会（選挙人団を選出した）はバーの政治マシンによって支配されたニューヨーク市の幾つかの区を地盤に連邦党から民主共和党へ票を移させた。
1800年11月1日からアダムズの任期の最後の数ヶ月は首都ワシントンD.C.とまだ完成はしていないホワイトハウスで政務を行なった最初の大統領になった。ホワイトハウスに移り住んだ際、「この屋根の下に統治する者は、ただ誠実なる賢者のみである」という文章を書き記した。

#### 真夜中の判定
アダムズがレイム・ダックとなっていた議会の会期で1801年の司法権法が成立し、連邦地区裁判所と最高裁判所の間に連邦控訴裁判所（複数）を創設した。その任期が終わるまでにこの法で作られた裁判官職を「真夜中の判定」と呼ばれる人事で埋めた。その大半は任期の終わる前の数日間で公式に指名されたのでこの名がある。ジェファーソンとその支持者達は1802年の司法権法を成立させて、1801年の法によって創設された裁判所を廃止し、それ以前の連邦裁判所の形に戻したので、指名された判事の大半は正式にその職に就くことは無かった。アダムズの最も大きな遺産は、健康を害して辞任したオリバー・エルスワース最高裁判所長官の後任にジョン・マーシャル（第4代）を指名したことだった。マーシャルは合衆国憲法に熟考を重ね、丁寧に国家的解釈を行い、司法府を行政府や立法府と対等な立場のものとして確立したので、その長い任期は連邦党の影響を長く続かせることになった。

#### 大統領としての主要な業績
- アメリカ海軍の創設
- フランスとの擬似戦争の遂行
- 外国人・治安諸法への署名、1798年
- 外交によるフランスとの戦争回避
- ジョン・マーシャルを最高裁判所判事に指名

#### 演説

##### 就任演説
- 就任演説（1797年3月4日、英文）

##### 一般教書演説
- 第1回 （1797年12月、英文）
- 第2回（1798年12月8日、英文）
- 第3回（1799年12月3日、英文）
- 第4回（1800年11月22日、英文）

#### 大統領顧問団
| 職名     | 氏名                       | 任期            |
| -------- | -------------------------- | --------------- |
| 大統領   | ジョン・アダムズ           | 1796年 – 1801年 |
| 副大統領 | トーマス・ジェファーソン   | 1796年 – 1801年 |
| 国務長官 | ティモシー・ピカリング     | 1796年 – 1800年 |
| 国務長官 | ジョン・マーシャル         | 1800年 – 1801年 |
| 財務長官 | オリヴァー・ウォルコット   | 1796年 – 1800年 |
| 財務長官 | サミュエル・デクスター     | 1800年 – 1801年 |
| 陸軍長官 | ジェイムズ・マクヘンリー   | 1796年 – 1800年 |
| 陸軍長官 | サミュエル・デクスター     | 1800年 – 1801年 |
| 司法長官 | チャールズ・リー           | 1796年 – 1801年 |
| 郵政長官 | ジョセフ・ハーバーシャム   | 1796年 – 1801年 |
| 海軍長官 | ベンジャミン・ストッダート | 1798年 – 1801年 |

#### 指名した最高裁判所判事
- ブッシュロッド・ワシントン - 1799年
- アルフレッド・ムーア - 1800年
- ジョン・マーシャル - 最高裁長官 - 1801年

### 大統領退任後

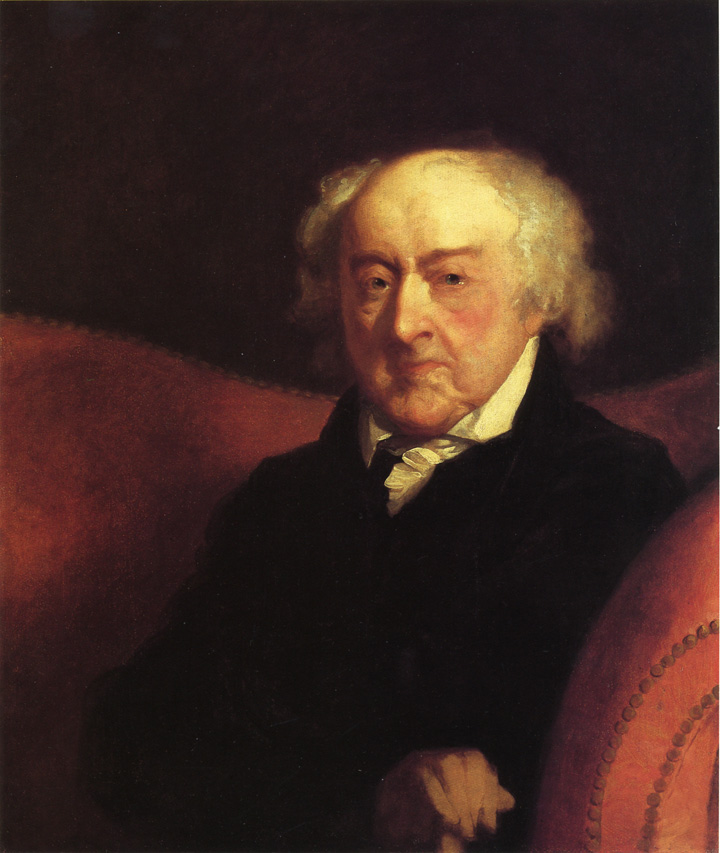
ジョン・アダムズが89歳に近いとき、息子のジョン・クィンシー・アダムズの要請に応えて最後の肖像画を描かせた。ギルバート・スチュアート画、1823年制作

アダムズは1800年の選挙で敗れた後に私的生活に戻った。その職を去るときはふさぎ込み、ジェファーソンの就任式にも出なかったので、後任の就任式に出なかった4人の大統領の一人となった（任期中に死んだものは除く）。引継ぎのときにジェファーソンと交わした書面に拠れば、後の学者達が言っているような敵意や恨みを感じてはいなかったことを示唆している。息子のチャールズ・アダムズの死（アルコール依存症のせいだとも言われる）による悲しみと、数ヶ月前にマサチューセッツに帰っていた妻のアビゲイルと早く一緒になりたかったこととで、ジェファーソンの就任式前にワシントンを離れた。アダムズはクィンシーの町に近いピースフィールドの自宅で農業を再開した。クィンシーはアダムズの生誕地であるブレイントリーを吸収していた。アダムズは自叙伝を書き始め（完成はしなかった）、ベンジャミン・ウォーターハウスやベンジャミン・ラッシュといった旧友との文通を再開した。また古い家族付き合いであるマーシー・オーティス・ウォーレンとの苦しく恨みがましい文通も再開し、彼女が1805年に出したアメリカ独立戦争史で如何にアダムズの政治的信念を戯画化し、国に対する貢献について事実を曲げて伝えているとして抗議した。
ジェファーソンが2期を務めて1809年に公的生活から引退した後、アダムズは発言するようになった。3年間の間に、「ボストン・パトリオット」紙に一連の文書を掲載し、1800年にハミルトンがアダムズの行動や性格を攻撃したパンフレットに対する長く一行一行の反論を行った。ハミルトンは1804年にアーロン・バーとの悪名高い決闘で受けた傷がもとで死んでいたが、ニューヨーク州人の激しい攻撃に対抗して、自分を正当化しておく必要を感じた。
1812年初期にアダムズはジェファーソンと和解した。双方の友人でアメリカ独立宣言に署名した仲間でもあるベンジャミン・ラッシュが双方と文通を続けており、互いに歩み寄るよう奨励した。アダムズはジェファーソンに簡潔で友好的な手紙に「2つの手作り品」すなわちジョン・クィンシー・アダムズによる修辞学に関する講演集2巻を添えて送った。ジェファーソンは即座に暖かく友好的な手紙を返し、手紙による友人関係を復活させた。1812年に再開されたこの文通は2人の終生続き、その後はアメリカ文学の偉大な遺産と記念碑に加えられた。
2人の手紙は2人の大統領と独立の指導者の事態と精神双方に関する洞察力に富んでいた。その文通は14年間続き、全部で158通に達した。2人が「自然的貴族政治」について議論したのもこの時期だった。ジェファーソンは「自然的貴族政治を私は社会の指導、信用および政府に取って最も貴重な自然の贈り物と考える。実にそれは人を社会的な状態に造り上げることには矛盾しており、社会の関心事をどうにかしていくだけの美徳も知恵も供給はしないであろう。政府の形態はこれら自然の貴族を政府の役職に純粋に選出するために最も効果的に機能するのが最善であると言うまでもないだろう。」と言った。アダムズはそれらの人々がそれほどはっきりしているのならば、「貴方の言う自然的貴族制と人工的貴族制の間の区別はうまく基礎をおかれていないように見える。生まれと富は生まれつきの天才、強さあるいは美しさと同じくらい傲慢に少数の者に集中される。...貴族制が人間の法律と名誉によって設立されるとき、富と力は自治的法律と政治的制度によって相伝され、そうなれば私は人工的貴族制が始まるのを認める。」と考えた。運命は真の知恵や美徳を備えた者よりも理性を備えた者に影響を与えるというのは常に当てはまるとアダムズは主張した。それが自然のものであれば、そのような「才能」は生まれつきであると考えた。それ故に良い政府はその現実に責任を取らなければならないと考えた。
ジョン・アダムズが死ぬ16ヶ月前に、ジョン・クィンシー・アダムズが第6代アメリカ合衆国大統領（1825年-1829年）となった。親子で大統領となったのは、その後2001年のジョージ・W・ブッシュまで無かった。
アダムズの娘、アビゲイル・"ナビー"はアメリカ合衆国下院議員のウィリアム・スティーブンス・スミスと結婚したが、結婚に失敗して両親の家に戻ってきた。ナビーは1813年に肺ガンのために死んだ。息子のチャールズは1800年にアルコール依存症で死んだ。妻のアビゲイルは1818年10月28日に腸チフスで死んだ。アダムズがその生を終えるまでの間は、息子のトマスとその家族がジョン・アダムズやルイーザ・スミス（妻のアビゲイルの兄弟ウィリアムの娘）と共に暮らした。

### 死

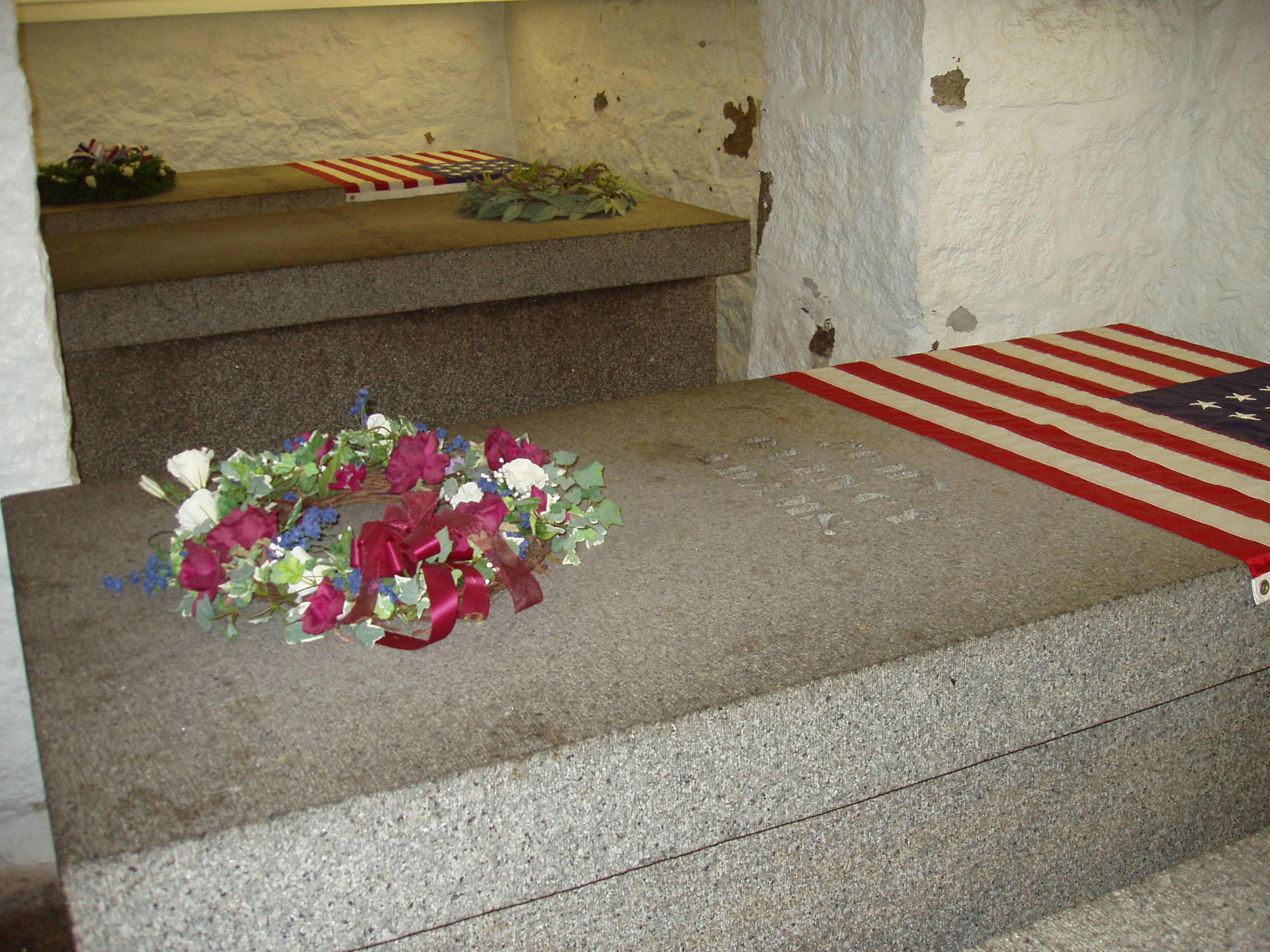
ジョン・アダムズの墓（後方）とジョン・クィンシー・アダムズやその妻達の墓（前）、マサチューセッツ州クィンシーの統合第一教区教会地下にある家族墓地

ジョン・アダムズは死ぬ1ヶ月足らず前にアメリカ合衆国の宿命について声明を発表した。これについてジョイ・ハキムのような歴史家達は合衆国市民に対する「警告」として特徴付けてきた。アダムズの声明は次のようなものだった。
1826年7月4日、この日がアメリカ独立宣言の採択から50周年だったが、アダムズはクィンシーの自宅で死んだ。「偉大な日だ。'良き'日だ」とはっきり言ったのが7月4日だとされている。最後の言葉は、アダムズの死後も「トーマス・ジェファーソンが生き残る」と報告されてきた。しかし、「トーマス・ジェファーソンが」だけがはっきりと聞き取れた。アダムズは、アメリカ独立の時の仲間で、偉大な政敵、かつその後の友人で文通相手でもあったジェファーソンが正に同じ日の数時間前に死んだことを知らなかった。それから間もなくして息も絶え絶えのなかで、孫娘のスザンナに「助けてくれ子供よ！助けてくれ！」と囁き、こときれた。6時20分ごろだった。この時点で、アメリカ独立宣言に署名した者で生存しているのはキャロルトンのチャールズ・キャロルただ一人となった。
アダムズの墓所はクィンシーの統合第一教区教会（「大統領の教会」とも呼ばれる）地下にある。当初教会とは道路向かいにあるハンコック墓地に埋葬されていた。
アダムズは大統領経験者として90年247日を生きたという最長記録は長い間（175年間）破られなかった。2001年10月11日にロナルド・レーガンがアダムスの記録を更新し(その後、2004年6月5日に93歳120日で死去)、2004年3月18日にジェラルド・R・フォードもアダムスの記録を更新した(その後、2006年12月26日に93歳165日で死去)ことでその記録は破られた。さらに、2010年代以降、ジョージ・H・W・ブッシュ(2018年11月30日に94歳171日で死去)とジミー・カーター(2024年12月29日に100歳89日で死去)がアダムズ死去時の年齢を超えて長生きしたため、アダムズは現在第5位である。

## 宗教観
アダムズは会衆派教会員として育てられたが、ボストン周辺の会衆派教会員の大半がユニテリアンに転向したときにアダムズもユニテリアンになった。理神論の影響が増したときにハーバード大学で教育を受けており、その演説や書き物には理神論の用語を使った。基本的に創造神を信じたが、キリストの神性すなわち神が人事に介入するとは信じなかった。また教会の通常の礼拝は人の道徳観に有益と考えた。ロバート・エバレットは「アダムズが一般的な感覚の合理性に基づいて宗教のために奮励した」と結論づけ、宗教は完全なるものに変化し発展しなければならないと主張した（1966年）。ハワード・フィールディングはアダムズがその信念をピューリタン、理神論者および人道主義者と同化したことを示している（1940年）。アダムズはキリスト教信仰はかつて新鮮な啓示だったが、当時は迷信、詐欺行為、および無節操な者による権力の追求の道具になってきたと考えた。

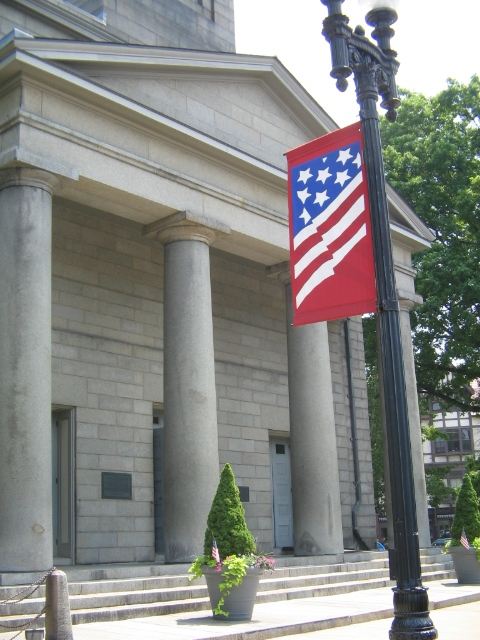
統合第一教区教会

アダムズは同時代人の多くと同様に、ローマ・カトリック教会によって作られた普遍的権威という主張を批判した。
1796年、アダムズは政敵トマス・ペインのキリスト教会批判を非難して、「キリスト教は古代から現代まで行き渡りあるいは存在したあらゆる宗教の上にあり、知恵、徳、平等と人道主義の宗教である。悪党のペインには言いたいことを言わせておけばよい。」と言った。
ユニテリアン・ユニバーサリスト歴史協会がアダムズの宗教観について情報を提供している。「私はあらゆる国であらゆる会派と共に大衆礼拝に出席し、無宗教より遙かに良いものだと信じる。ただし、私が耳にしたこと全てを信じなければならないとは思わなかった。」というアダムズからユニバーサリスト思想の初期推進者であるベンジャミン・ラッシュに宛てた手紙を引用している。同協会はトーマス・ジェファーソンとの多くの苦い政争の後で、ラッシュが1812年に旧友とアダムズを和解させたかについても言及している。その結果は哲学や宗教など多くの話題に関するアダムズとジェファーソンの文通になった。この対話の中で、アダムズはジェファーソンに「十戒と山上の垂訓には私の信条が含まれている」と告げた。アダムズは別の手紙で、「宇宙の創り主に対する私の崇拝は大変豊で大変誠実なものである。神の愛とその創造。私自身の存在における喜び、楽しみ、勝利、精神的高揚と、宇宙における原子、分子構造が私の宗教である。」と書いて神への心からの献身を表した。さらにアダムズはそのユニバーサリストに対する共感を表すことで、伝統的なキリスト教教義への拒絶、およびそのような教義を受け容れないために真のキリスト教徒であるという私論に展開した。「吠えろ、唸れ、噛みつけ、カルビン主義者よ！アタナシウス派の者よ、望むなら言うがいい。私はキリスト教徒ではないと。私はあなた方がキリスト教徒ではないと言おう。それで証言がバランスする。私はあなた方の中の正直な者全てが私の言葉の意味でキリスト教徒であると信じる。」同協会は、アダムズが伝統的キリスト教教義である三位一体説や予定説を拒否し、「天上の対話」すなわち神からのお告げに対する人の理解と人の意識を同一視したことを示している。またアダムズが死後の世界を強く信じていたこと、すなわち「貴方はその創り主に対して恥じるかもしれない」と説明していることも示している。